# Política familiar de España
La política familiar es tratada de forma distinta en Europa, según las legislaciones diferentes que hay e incluso también según las distintas federaciones o repúblicas federales europeas existentes.

## Constitución española.
Artículo 39.1: Los poderes públicos aseguran la protección social, económica y jurídica de la familia
Constitución Española de 1978

Así pues, todas las Administraciones Públicas, según sus competencias, deben procurar a las familias las ayudas económicas o los servicios que necesiten para atender a sus necesidades básicas. Especialmente cuando atraviesan situaciones de especial dificultad.
En España existen tres niveles administrativos: Administración General del Estado, comunidades autónomas y corporaciones locales (ayuntamientos, diputaciones) y son los responsables de aportar las ayudas económicas o servicios que precisen las familias. Por eso existen diferencias entre las distintas comunidades autónomas, e incluso dentro de una misma comunidad autónoma hay corporaciones locales que proporcionan más ayudas que otras.
Sin embargo el Estado garantiza a todos los ciudadanos unas prestaciones básicas a través de diversos instrumentos: Seguridad Social, Política fiscal, Plan Concertado de Servicios Sociales, etc.
De todas formas, España, dentro del conjunto de los países de la Unión Europea, es el que menos ayudas sociales concede a las familias.[cita requerida]

## Ayudas sociales estatales a las familias con hijos
En el año 2005, con la aprobación de la ley de Igualdad, y más recientemente actualmente con la ley de la Paridad, aprobada en marzo del 2007, aparecen nuevas normativas que benefician a las familias; pero en muchos casos la conciliación de la vida familiar y laboral sigue sin ser posible.
Aunque estas ayudas pretenden reducir los gastos que origina la llegada de un nuevo niño a casa, no solucionan los problemas económicos a los que las familias deberán hacer frente. Así que no dejan de ser algo simbólico y además, que solo algunas familias reciben.
Las ayudas que se conceden están condicionadas a veces por los ingresos anuales de las familias, por el número de hijos que tengan y su edad, o se dan solo en el caso de que la madre trabaje por cuenta ajena.
En España el gasto social, en general, es cinco veces menor que el de la UE y se ubica a 8,3 puntos de diferencia.[cita requerida] Mientras que las prestaciones sociales de la UE son aproximadamente un 25 % de PIB, en España el dinero destinado a prestaciones sociales no llega al 20 % del PIB.[cita requerida]
España también está a la cola en cuanto a la tasa de fecundidad, con un promedio de 1,23 hijos por mujer fértil mientras que la media europea es de 1,53 hijos por mujer. Según la Encuesta de Fecundidad del Instituto Nacional de Estadística, el 23 % de las mujeres en edad fértil tiene menos hijos de los que les gustaría, y no desean tener más por problemas económicos y laborales principalmente.[cita requerida]

## Prestaciones familiares de la seguridad social

### Prestaciones económicas por nacimiento o adopción de hijos
a) Prestación económica en un único pago por nacimiento y adopción de un hijo y varios al mismo tiempo (adopción múltiple o parto múltiple). Está ayuda solo se concede al nacimiento o adopción del tercer hijo, o en caso de parto o adopción múltiple; necesitan requisitos diferentes para cada caso y la cantidad de dinero a percibir también es diferente. Los ingresos anuales tampoco no deben ser superiores a los 9.091,99 euros, para el año 2006.[actualizar]
b) Todas las madres con un trabajo remunerado e hijos menores de tres años, tienen derecho a una ayuda económica de 100 euros al mes por cada niño, y no hay límite de ingresos anuales para poder percibirla. Esta prestación también puede ser percibida en un único pago anual al hacer la declaración de la renta.
c) Prestación por parto múltiple o por adopción múltiple:
- Por un parto de gemelos o adopción de dos niños, la prestación es de 2.000 euros.
- Por un parto de trillizos o adopción de tres niños la ayuda asciende a 4.300 euros.
- Por un parto múltiple o adopción de 4 o más niños, la prestación asciende a 6500 euros. No hay restricción de renta anual.

### Prestaciones por hijo menor acogido a cargo
Dos casos diferentes:
a) Por hijo o menor acogido, menor de 18 años, en el 2006, la cuantía, es de 24,25 euros al mes por cada hijo; siempre que los ingresos anuales no sean superiores al límite establecido, que para el 2006 eran 9.091,99 euros para una familia con dos hijos, aumentando el límite un 15 % más por cada hijo a partir del segundo.
b) Si el hijo a cargo es minusválido:
- Por cada hijo o menor a cargo de menos de 18 años, afectado de una minusvalía mayor al 33 % el importe de la prestación es de 48,47 euros al mes.
- Si el hijo a cargo es mayor de 18 años y está afectado de una minusvalía superior al 65 %, tiene una asignación de 301.55 euros al mes.
- Si el hijo a cargo es mayor de 18 años y está afectado de una minusvalía superior al 75 % y necesita de la ayuda de otra persona para realizar los actos más esenciales de la vida, recibe una asignación de 452,33 euros al mes.